# Konrád Babraj
Konrád Babraj (22. dubna 1921 Michálkovice – 26. května 1991 Brno) byl český akademický sochař.

## Život
Po absolvování reálného gymnasia v letech 1939–1943 vystudoval sochařství na Škole umění ve Zlíně u Karla Hofmana a Vincence Makovského. V letech 1947–1950 byl asistentem na Vysoké škole architektury a pozemního stavitelství v Brně u V. Makovského. Byl členem Svazu čs. výtvarných umělců a Českého fondu výtvarného umění.
Mezi roky 1954–1969 podnikl několik studijních cest například do Maďarska, SSSR, Francie, aj. Do Skotska se vydal studovat dílo Henryho Moora.

### Rodinný život
Ze dvou manželství měl dvě děti. V 50. letech byla partnerkou herečka Vlasta Chramostová. S ní měl syna Konráda, který ve čtyřech letech zemřel.

## Ocenění
- V roce 1954 se stal laureátem státní ceny Klementa Gottwalda (státní cena 2. stupně za pomník Rudoarmějce ve Znojmě).[3]

## Dílo
Babraj byl především figuralistou, do 1. poloviny 60. let tvůrcem angažovaných pomníků či reliéfů socialistického realismu, jednak s tematikou válečných hrdinů, dále režimních symbolů (Pionýrka, Spartakiáda, Vítání) a portrétistou. Vedle řady portrétů politiků vytvořil také výraznou bustu básníka Josefa Kainara. Dále tvořil sousoší s tematikou rodiny (realizace v Brně - Žabovřeskách, Třebíči, Bohumíně či v Bruntále) nebo samotné ženy (inspirací pro sochu ležící ženy před hotelem Continental v Brně mu byla tehdejší partnerka Vlasta Chramostová). Kolem roku 1965 dospěl k formálnímu modernismu. Známá je také jeho plastika Kontinuita z roku 1968 v Havířově. V letech normalizace se opět vrátil k tradiční politické tematice. Také maloval.
Jeho díla jsou zastoupena ve sbírkách Muzea města Brna, v Regionální galerii umění ve Zlíně a na desítkách veřejných prostranství, zejména v Brně a Ostravě.

## Galerie

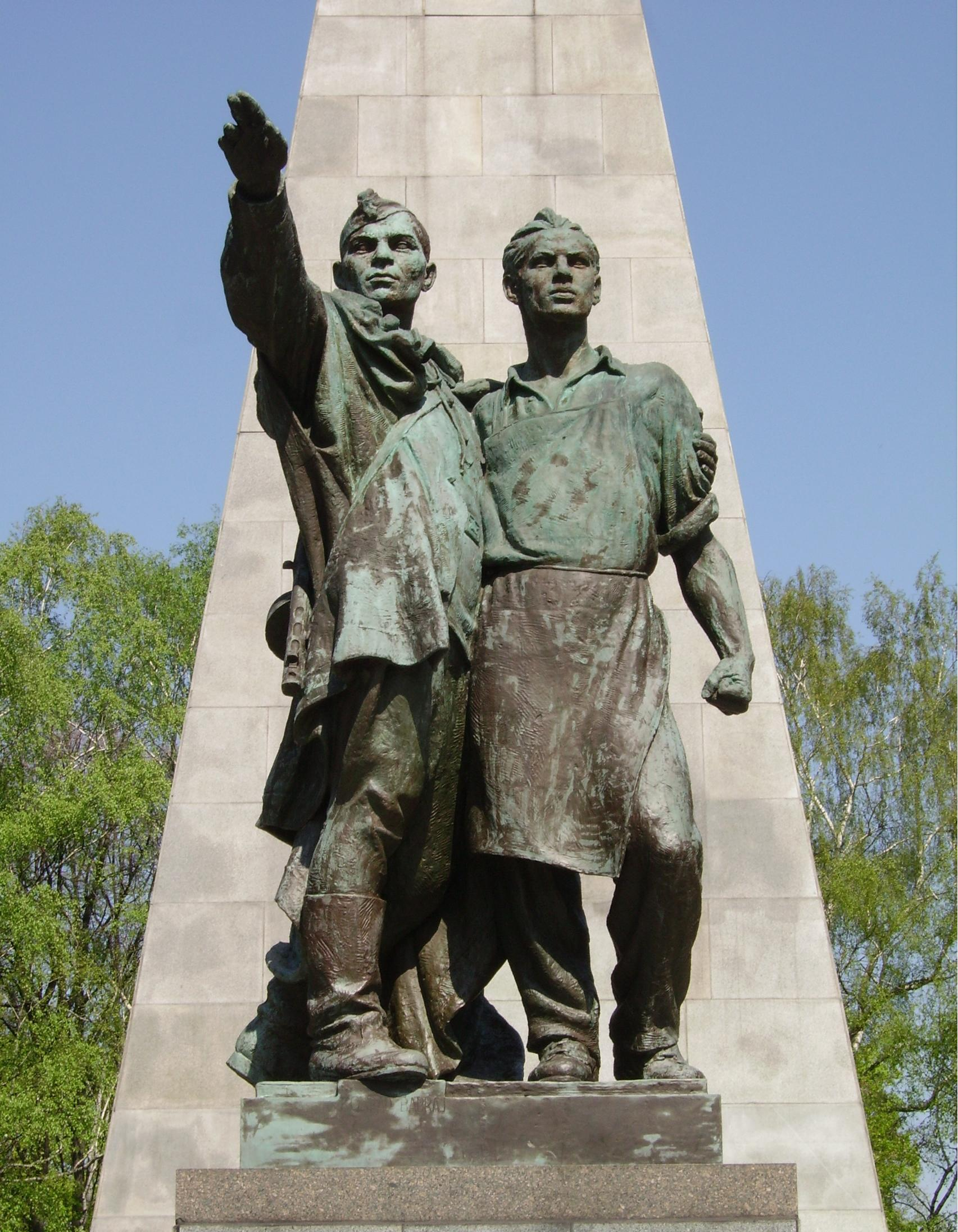
Sousoší z roku 1947 na Památníku Rudé armády v Komenského sadech v Ostravě
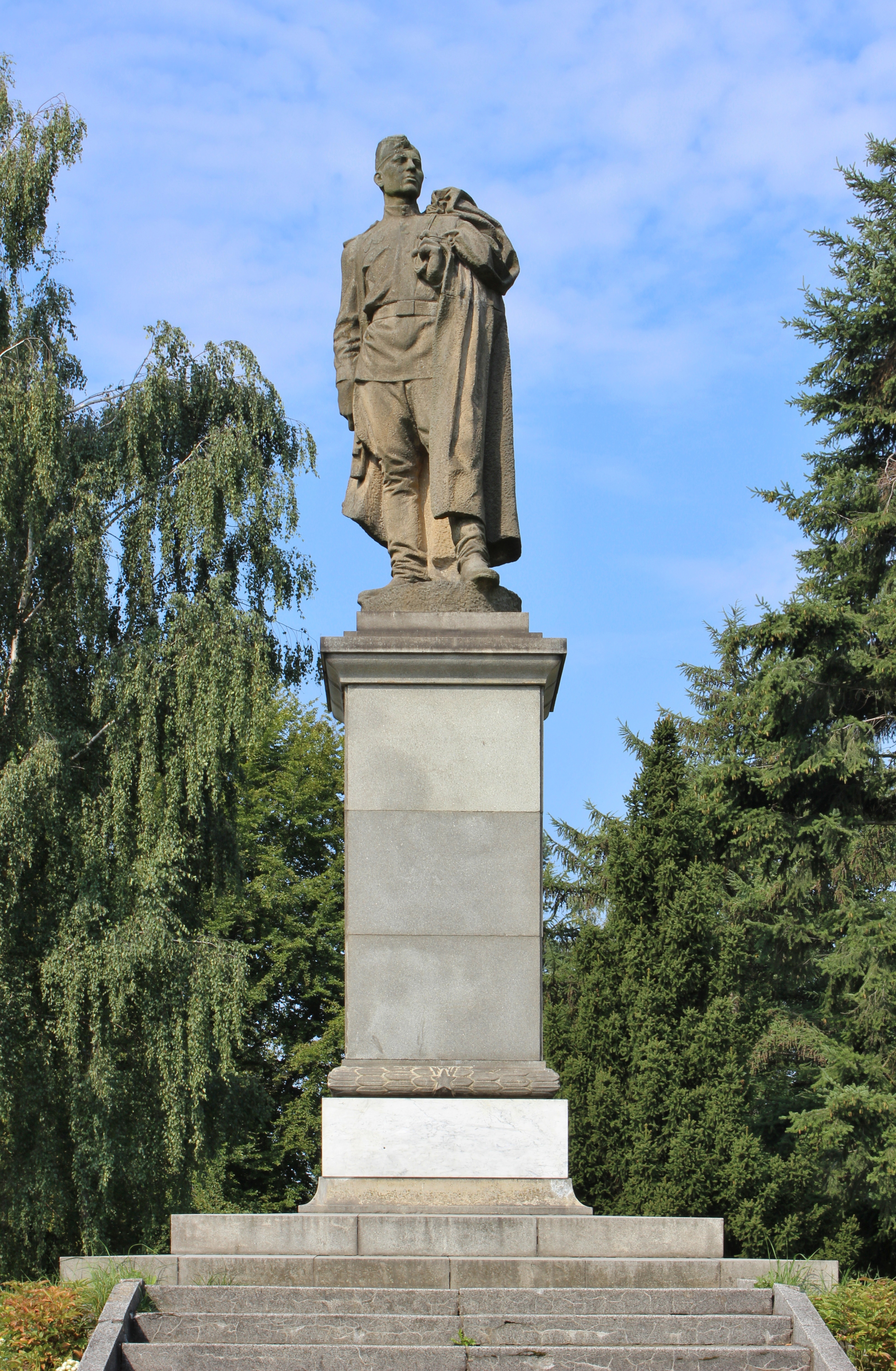
Pomník vojákům Rudé armády z roku 1955 ve Žďáře nad Sázavou
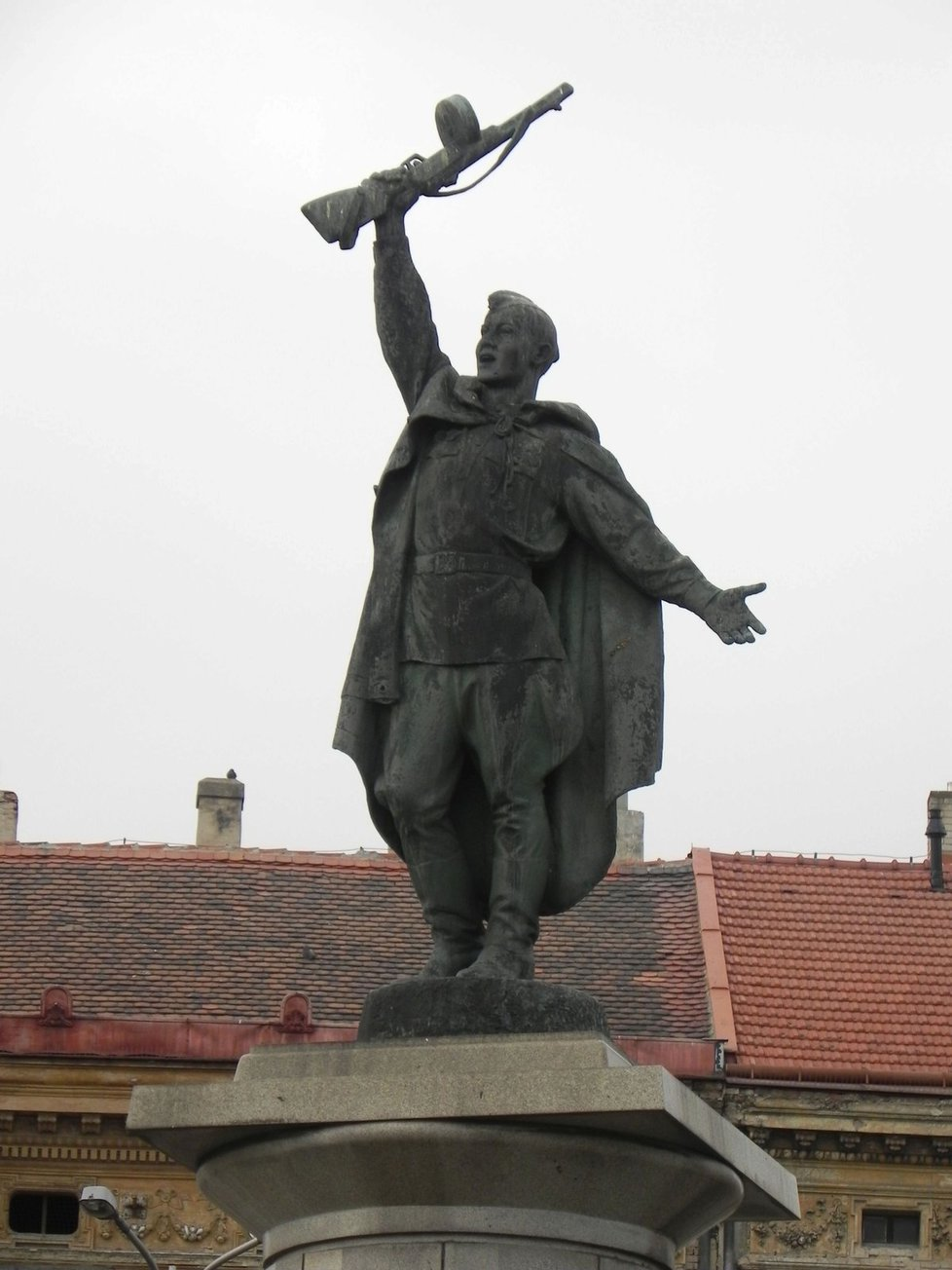
Pomník vítězství na Mariánském náměstí ve Znojmě z roku 1953
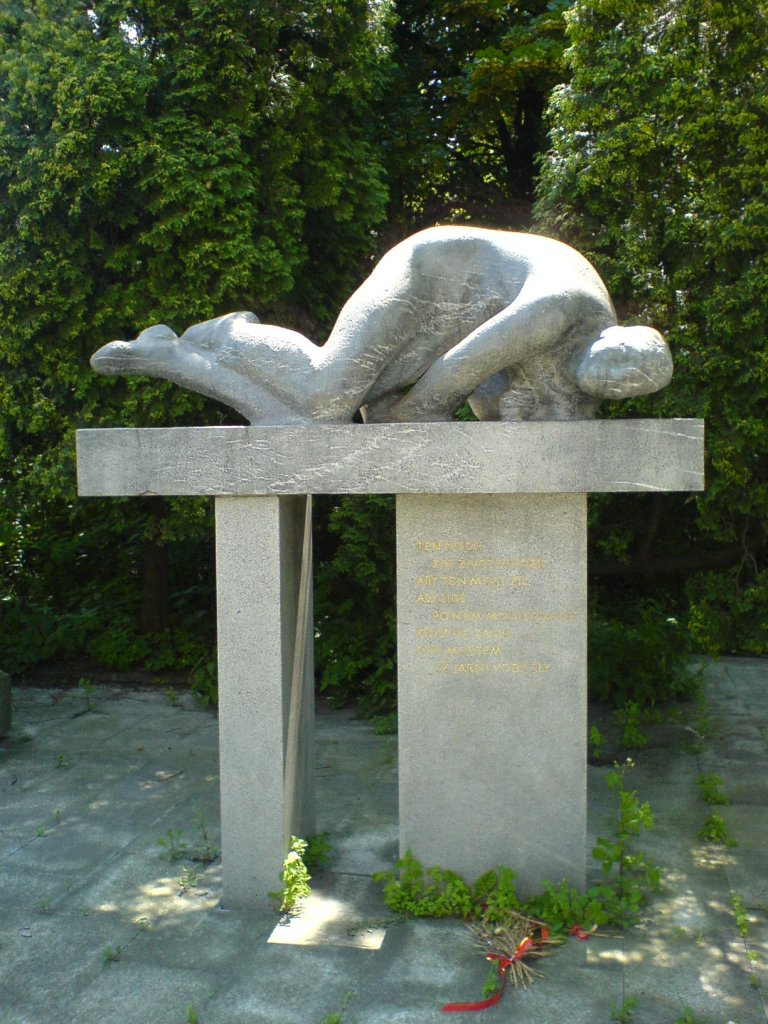
Pomník Miloše Sýkory z roku 1965 v Ostravě
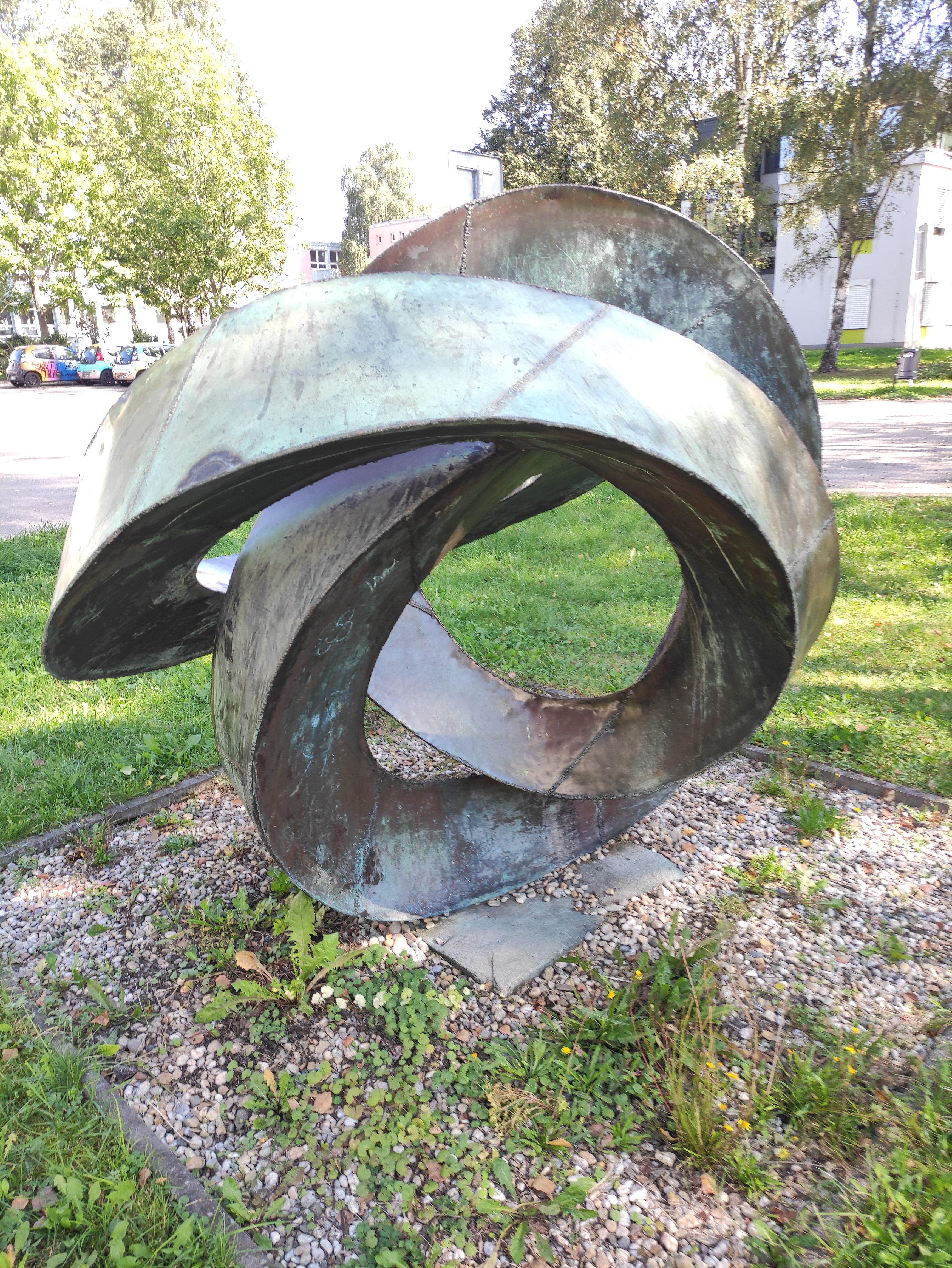
Kontinuita z roku 1968 v Havířově
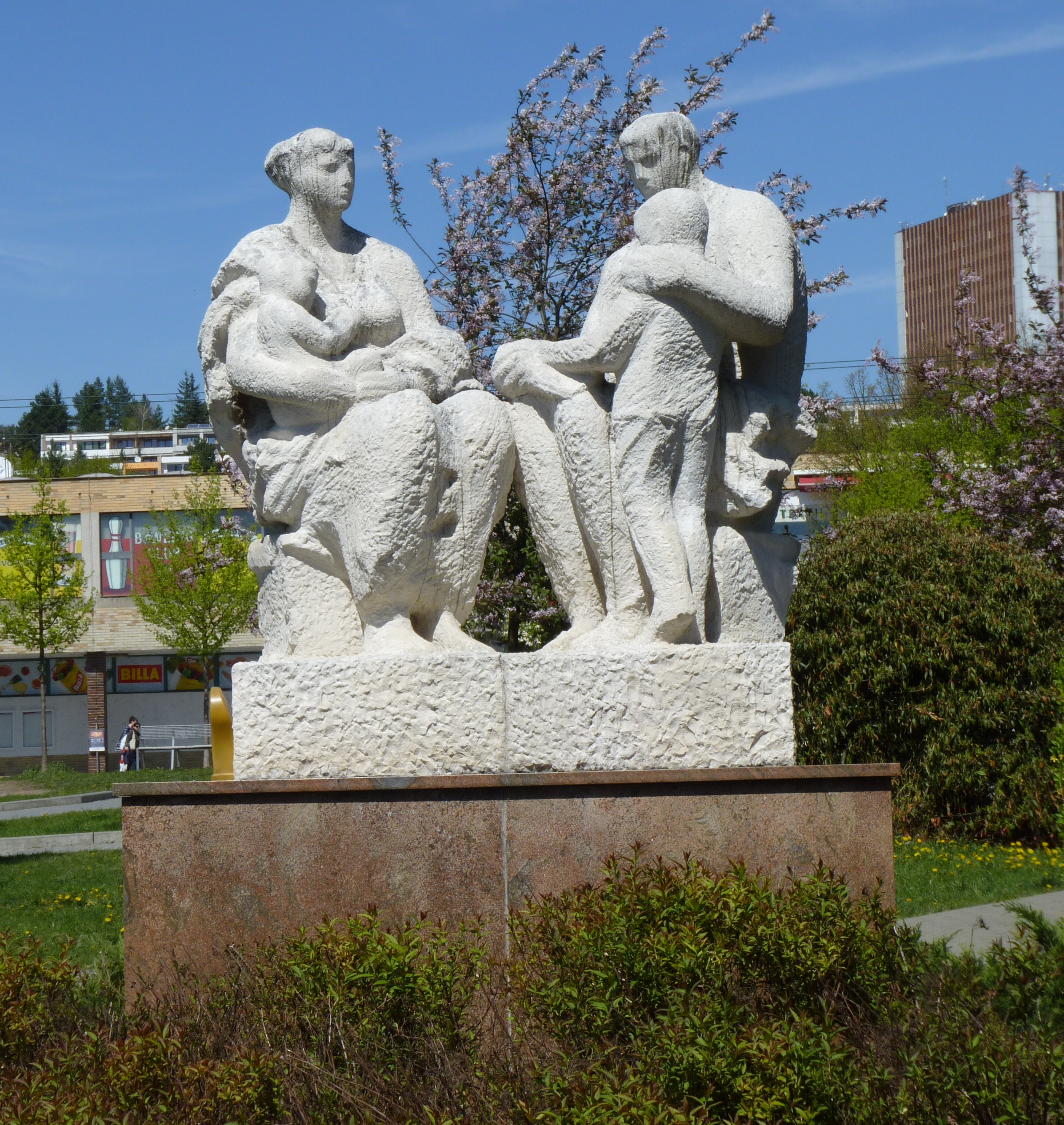
Socha Rodina z roku 1981 v Brně-Žabovřeskách
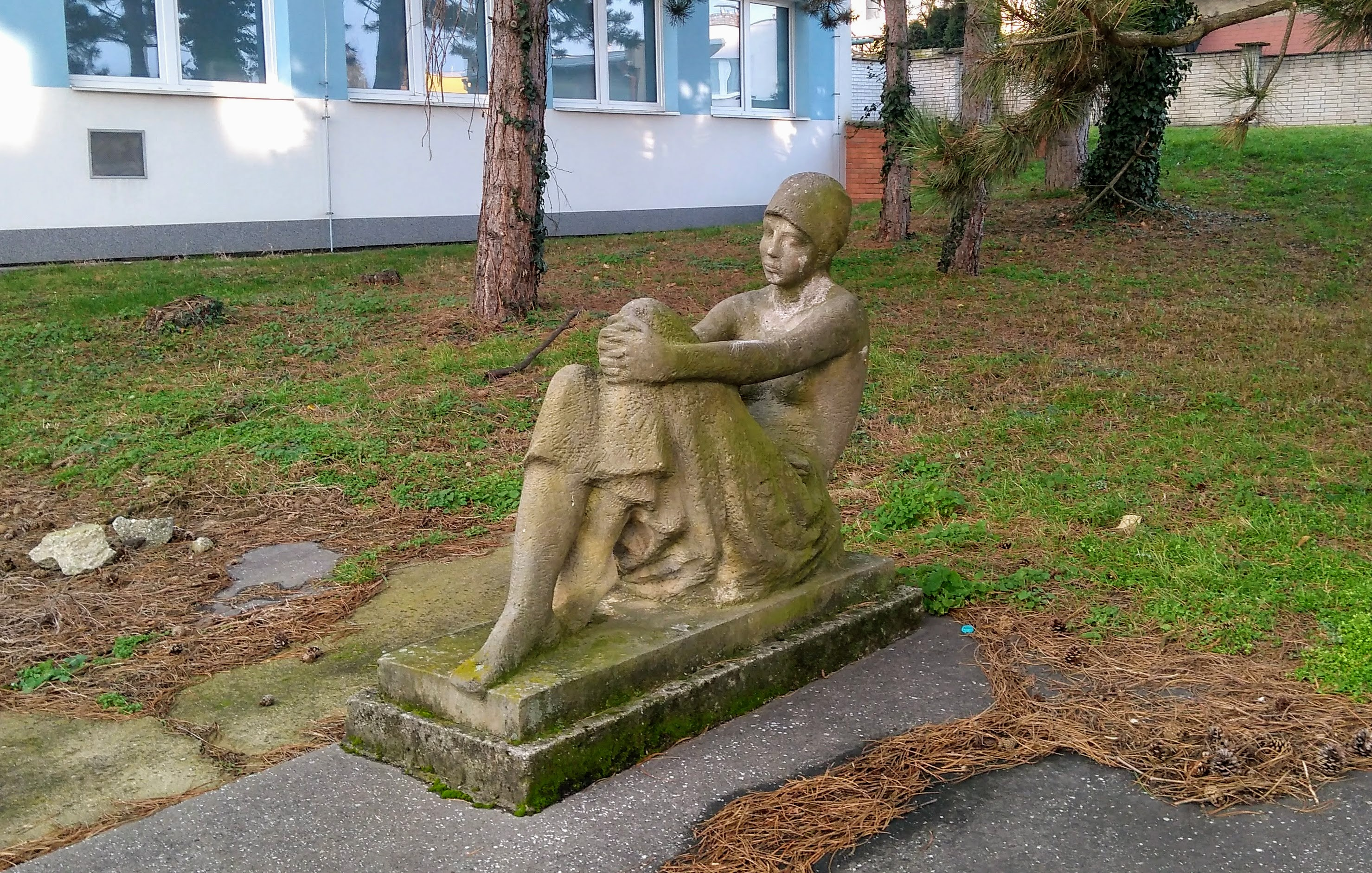
Pískovcová socha Dívka z roku 1984 v Kroměříži